# Andrea Belvedere
Andrea Belvedere, dit Abate Andrea, né en 1652 à Naples et mort en 1732 dans la même ville, est un peintre italien à la charnière du XVIIe et du XVIIIe siècle. Il a excellé dans la peinture de fruits et de fleurs dans lesquelles l'emphase baroque se teinte de rococo.

## Biographie
Il est né à Naples et fut un élève de Giovan Battista Ruoppolo, héritant de lui le goût des natures mortes exubérantes.
L'arrivée en 1675 d'Abraham Brueghel à Naples va entraîner un renouvellement de la peinture décorative napolitaine. Mais Belvedere fut également influencé par l'espagnol Juan de Arellano, les allemands Frans Werner Tamm  et Karel von Vogelaer. Il transforme son style en abandonnant une certaine rigueur pour une peinture plus légère faite de grâce et de douceur. Dans ses compositions dilatées se mêlent les éléments floraux, les ruines architecturales, les bustes et les vases, sur un fond de lacs et de cascades dans le lointain, leur donnant une poésie mystérieuse, loin de la peinture réaliste de la période précédente.

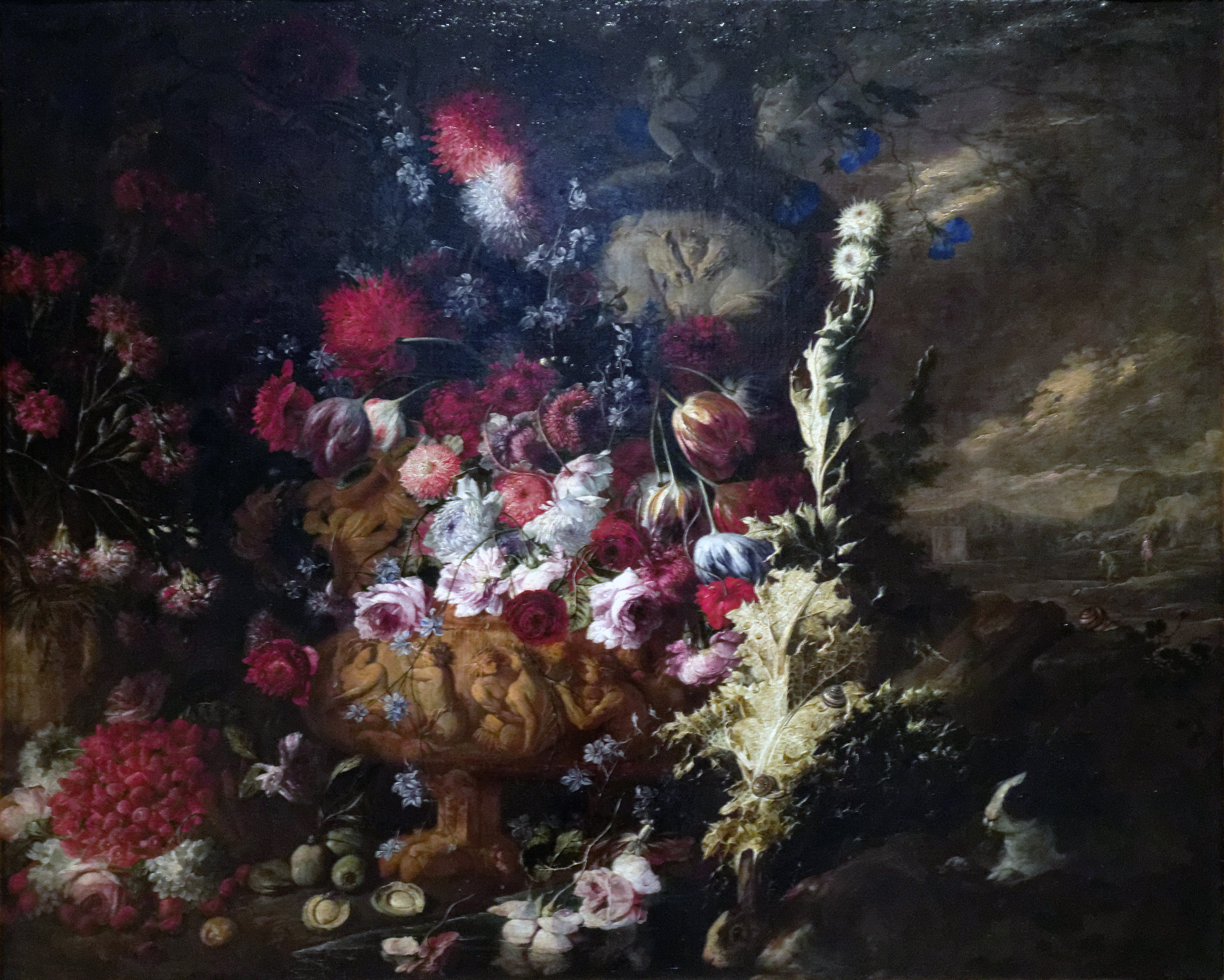
Fleurs et fruits dans un paysage, musée du Louvre

Il a été employé par Charles II d'Espagne à la cour d'Espagne, à partir de 1694, et en collaboration avec Luca Giordano (qui a peint les personnages), il a contribué à la décoration du palais de l'Escorial
Bernardo De Dominici raconte qu'il s'est disputé avec Luca Giordano en présence du roi et qu'il aurait alors décidé d'abandonner la peinture et de rentrer à Naples. Il semble que cette histoire soit une invention car il a continué à peindre après 1700 et à être pensionné par le roi. Mais il est vrai que rentré à Naples il va s'intéresser surtout au théâtre et en particulier à des comédies de cape et d'épée.

## Œuvres
- Composition avec canards, cascade de fleurs, vase ciselé et feuilles de chardon, avant 1694, huile sur toile, 126 × 155 cm, Appartements royaux, Palais Pitti, Florence. Réalisé avant son départ en Espagne[3].